# 馬絆蛇
馬絆蛇，或稱馬絆，為出沒於中國四川、雲南一帶河川中的蛟龍。其形体如蚂蟥也就是水蛭。因为会害人，所以乡里就招募能讨伐的勇者。而“马绊蛇”本身是蜀人对“蛟”的称呼。记载于《太平广记》，另说馬絆蛇的头像猫或鼠,颜色有一点白，通常会害人，栖息在汉州古城潭内。另说馬絆蛇是钩蛇别称。